# 46th Infantry Division (British Army)
La 46ª Divisione di fanteria (in inglese 46th Infantry Division) fu una divisione dell'esercito britannico che fu presente durante la seconda guerra mondiale in Francia, Nord Africa e in Italia.

## Storia
La 46ª Divisione di fanteria fu la 2° linea del Territorial Army durante la seconda guerra mondiale, che era un duplicato della 49th (West Riding) Infantry Division. La 46th Infantry Division fece parte del contingente inglese inviato in Francia nel 1940 ma venne costretto dopo aspri combattimenti a ritirarsi a Dunkerque. Essa venne riorganizzata come una divisione "mista" per la Campagna di Tunisia per la quale la sua 137th Infantry Brigade venne convertita in brigata corazzata come la 137th Armoured Brigade, ma nel corso degli eventi bellici venne rimpiazzata dalla 128th Infantry Brigade. Dal 17 gennaio 1943 divenne parte della First Army in Tunisia e prese poi parte alla campagna in Italia. Nel 1945 la divisione venne inviata col III Corpo di Scobie a rioccupare la Grecia.

## Ordine di battaglia nella seconda guerra mondiale

### 137th Infantry Brigade (20 luglio 1942 convertita in brigata corazzata)
- 2º/5º battaglione The West Yorkshire Regiment
- 2º/6º battaglione The Duke of Wellington's Regiment
- 2º/7º battaglione The Duke of Wellington's Regiment

### 138th Infantry Brigade
- 2º/4º battaglione The King's Own Yorkshire Light Infantry
- 6º battaglione The Lincolnshire Regiment
- 6º battaglione The York and Lancaster Regiment

### 139th Infantry Brigade
- 2º/5º battaglione The Leicestershire Regiment
- 2º/5º battaglione The Sherwood Foresters
- 16º battaglione The Durham Light Infantry

### 128th Infantry Brigade
(dalla Tunisia in poi)
- 1º/4º battaglione The Hampshire Regiment
- 2º/4º battaglione The Hampshire Regiment
- 5º battaglione The Hampshire Regiment
- 2º battaglione The Hampshire Regiment